# پاول (تنسی)
پاول (به انگلیسی: Powell) یک منطقهٔ مسکونی در ایالات متحده آمریکا است که در شهرستان ناکس، تنسی واقع شده‌است.